# Sari Kees
Sari Kees, född den 17 februari 2001, är en belgisk fotbollsspelare.

## Karriär
Sari Kees inledde sin seniorkarriär i Oud-Heverlee Leuven år 2016. Hon har även spelat för KRC Genk innan hon kontrakterades av Leicester City år 2024. Hon har även representerat det belgiska damlandslaget där hon debuterade år 2022.